# Panis Angelicus
Panis angelicus (Chleb anielski) – pierwsze słowa przedostatniej strofy hymnu Sacris solemniis, napisanego na uroczystość Bożego Ciała, który stanowi tekst modlitw we Mszy świętej i Liturgii Godzin w tym dniu. Jego autorem jest św. Tomasz z Akwinu.
Strofa Panis angelicus była niejednokrotnie traktowana osobno. Do niej bowiem pisano muzykę, pozostawiając resztę hymnu. Najbardziej popularną aranżację muzyczną na tenor, organy, harfę, wiolonczelę i kontrabas stworzył w 1872 roku César Franck, który później przepisał ją na tenor, chór oraz orkiestrę i wkomponował ją do swojej mszy Messe à troi voix Opus 12.

## Tekst hymnu
| Tekst łaciński | Tłumaczenie |
| --- | --- |
| Panis angelicus fit panis hominum; Dat panis coelicus figuris terminum: O res mirabilis! manducat Dominum pauper, servus et humilis. Te trina Deitas unaque poscimus: Sic nos tu visita, sicut te colimus; Per tuas semitas duc nos quo tendimus, Ad lucem quam inhabitas. Amen. | Chleb anielski staje się chlebem ludzi, chleb niebiański kładzie kres figurom (=zapowiedziom), co za przedziwna rzecz: spożywa Pana biedak, sługa i nędznik. Do Ciebie trojakie i jedyne Bóstwo wołamy, nawiedź nas tak, abyśmy Cię czcili: prowadź nas po Twoich ścieżkach, dokąd dążymy - do światłości, którą zamieszkujesz. Amen. |